# Панкрушихинський район
Панкруши́хинський район (рос. Панкрушихинский район) — район у складі Алтайського краю Російської Федерації.
Адміністративний центр — село Панкрушиха.

## Історія
Район утворений 1924 року.
1933 року район був ліквідований, сільради були розподілені між сусідніми районами:
- до Баєвського району — Береговська, Зятьковська, Кривинська, Павловська, Черкасовська
- до Каменського району — Високогривська, Коневська, Новопетровська, Пакрушихинська, Подойниковська
- до Хабарського району — Уриваєвська
- до Кочківського району Новосибірської області — Веліжанська, Зиковська, Луговська, Ніколаєвська, Петровська, Романовська

## Населення
Населення — 11734 особи (2019; 13364 в 2010, 16763 у 2002).

## Адміністративний поділ
Район адміністративно поділяється на 9 сільських поселень (сільрад):
| Поселення                     | Площа, км² | Населення, осіб (2002) | Населення, осіб (2010) | Населення, осіб (2019) | Центр        | Населені пункти |
| ----------------------------- | ---------- | ---------------------- | ---------------------- | ---------------------- | ------------ | --------------- |
| Веліжанська сільська рада     | 272,53     | 1333                   | 914                    | 757                    | Веліжанка    | 2               |
| Залізнична сільська рада      | 25,71      | 888                    | 708                    | 441                    | Березовський | 3               |
| Зятьковська сільська рада     | 466,08     | 2067                   | 1365                   | 1113                   | Зятьково     | 6               |
| Кривинська сільська рада      | 281,86     | 1092                   | 739                    | 543                    | Криве        | 3               |
| Луковська сільська рада       | 312,29     | 1211                   | 1025                   | 905                    | Луковка      | 3               |
| Панкрушихинська сільська рада | 327,28     | 5363                   | 5016                   | 5013                   | Панкрушиха   | 2               |
| Подойниковська сільська рада  | 554,87     | 2627                   | 2040                   | 1791                   | Подойниково  | 5               |
| Романовська сільська рада     | 279,73     | 961                    | 646                    | 470                    | Романово     | 2               |
| Уриваєвська сільська рада     | 264,93     | 1221                   | 911                    | 701                    | Уриваєво     | 4               |

- 2011 року була ліквідована Красноармійська сільська рада, територія увійшла до складу Зятьковської сільради; була ліквідована Високогривинська сільська рада, територія увійшла до складу Подойниковської сільради[5].

## Найбільші населені пункти
Нижче подано список населених пунктів з чисельністю населенням понад 1000 осіб:
| № | Населений пункт | Населення, осіб (2002) | Населення, осіб (2010) |
| - | --------------- | ---------------------- | ---------------------- |
| 1 | Панкрушиха      | 5201                   | 4916                   |
| 2 | Подойниково     | 1246                   | 1093                   |